# Gerhard Darsow
Gerhard Darsow († 1386 in Lübeck) war ein Lübecker Kaufmann, Ratsherr und Mitbegründer der Zirkelgesellschaft.
Darsow war Sohn eines Lübecker Bürgers gleichen Namens. 1376 wurde er in den Rat der Stadt erwählt, nachdem er im Vorjahr Kaiser Karl IV. in seinem 1368 erworbenen Haus in der Königstraße 41 beherbergt hatte. Er vertrat Lübeck als Ratsherr 1384 auf dem Hansetag in Stralsund. Nach seinem Tod wurden auch seine beiden Brüder Hermann und Johann Ratsherren.
Gerhard Darsow gehörte 1374 einem Konsortium von sechs Lübecker Bürgern an, die dem Kölner Erzbischof Friedrich III. von Saarwerden 5000 Gulden liehen; die Rückzahlung erfolgte teilweise über den Kölner Juden Isaak von Montjoie. Gerhard erwarb gemeinsam mit seinem Bruder Hermann 1382 die Hälfte des Dorfes Krummesse sowie die Hälfte von Niemark und einen Anteil am Beidendorfer See für 800 Mark. Im gleichen Jahr erwarb er zwei Höfe in Krummesse, sowie das halbe Dorf Grinau mit den dazugehörigen Wäldern für 2400 Mark. 1384 erwarb er den Kannenbruch und den Ellerbrook bei Krummesse mit weiterem Grundbesitz für 150 Mark. Bereits 1379 hatte er gemeinsam mit dem Ratsherrn und späteren Bürgermeister Gottfried Travelmann den Pfundzoll erworben, der in Reval erhoben wurde.
Er war zweimal verheiratet. Das erste Mal mit Gertrud Vinke, zum zweiten Mal ab 1374 mit Herdrade Mornewech, der Witwe von Gerhard von Alen.